# Le Mort (film 1909)
Le Mort è un cortometraggio muto del 1909 diretto da Bahier e da Louis Feuillade.

## Produzione
Il film fu prodotto dalla Société des Etablissements L. Gaumont

## Distribuzione
Distribuito dalla Société des Etablissements L. Gaumont, uscì nelle sale cinematografiche francesi nel settembre 1909. È conosciuto anche con il titolo internazionale in inglese The Death.